# Doccia esofagea

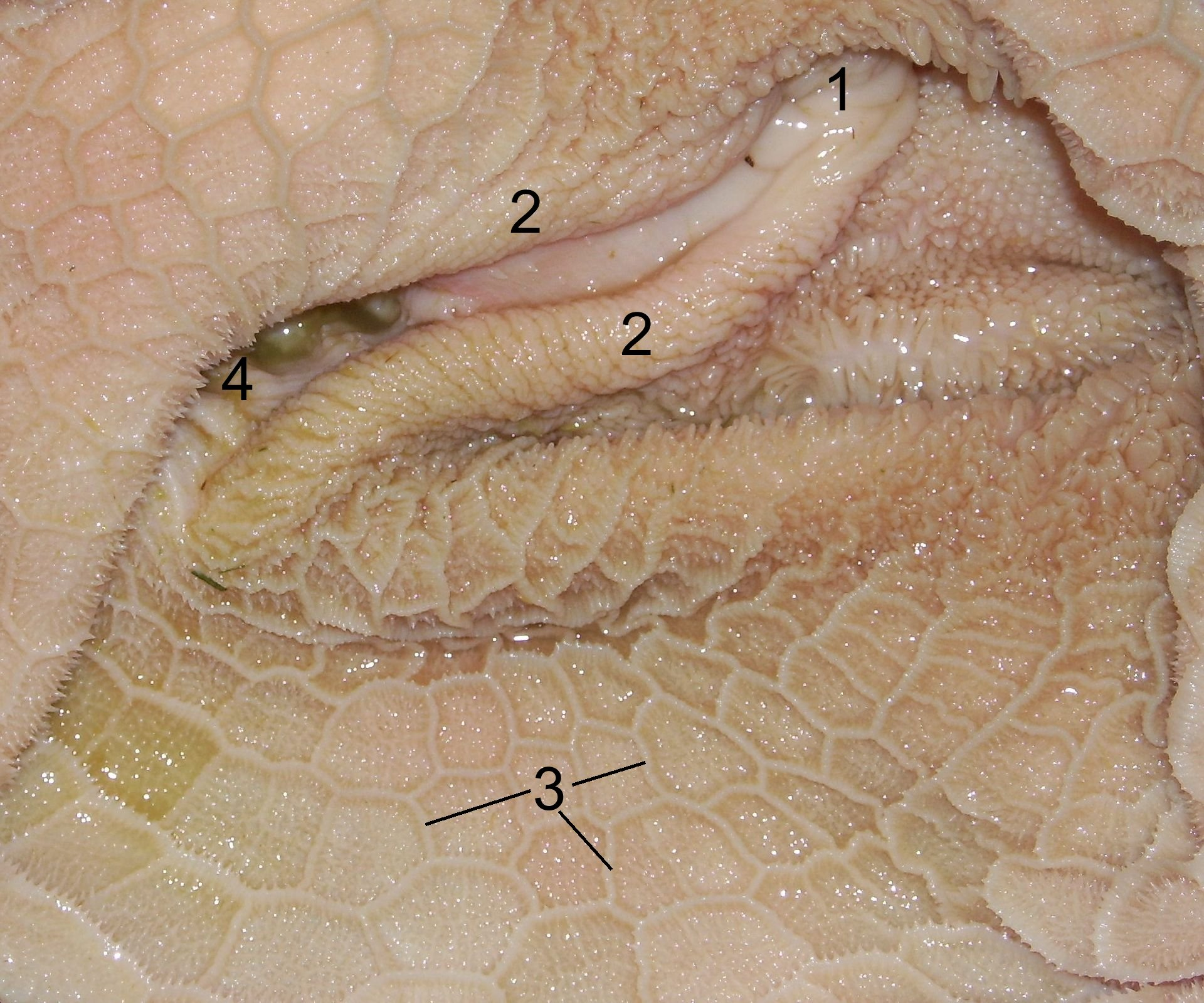
Immagine della superficie interna del reticolo. E' possibile osservare: 1- il cardias; 2- labbri reticolari della doccia esofagea; 4- orificio reticolo-omasale.

La doccia esofagea (detta anche solco reticolare) è un organo proprio dei ruminanti annesso ai prestomaci ("doccia" è un sinonimo di "canale"). Questo dispositivo permette al latte materno che scende dall'esofago di raggiungere direttamente l'abomaso nel ruminante giovane. 
Essa è costituita da due rilievi paralleli tra loro situati sulla superficie interna del reticolo (labbri) e da uno spazio situato tra i due labbri (pavimento) che dal cardias, sbocco dell'esofago nel reticolo, si dirigono verso l'orificio reticolo-omasale. Dall'orificio reticolo-omasale altri due labbri (rudimentali) separati da un pavimento scorrono sulla superficie interna ventrale dell'omaso fino all'orificio omaso-abomasale. Viene così identificata una parte reticolare ed una parte omasale della doccia esofagea. 
I labbri e il pavimento della doccia esofagea presentano al loro interno una struttura muscolare che, durante la suzione e la deglutizione del latte nel giovane, si attivano grazie ad un riflesso nervoso il quale determina la sovrapposizione dei due labbri a delimitare un vero e proprio tubo che permette al latte di essere incanalato dal cardias all'abomaso. Questo riflesso viene chiamato "riflesso di chiusura della doccia esofagea" e tende a scomparire con l'età. 
Questo consente di evitare il ristagno del latte nei prestomaci ancora immaturi dal punto di vista sia funzionale sia anatomico.

## Nota
Le informazioni contenute in questa pagina sono di carattere generalistico e si riferiscono in particolare ai ruminanti domestici: bovini, ovini e caprini. Differenze anatomiche e fisiologiche possono intercorrere tra i ruminanti domestici e non domestici.